# بيلو (كاني سور)
بیلو (بالفارسية: بیلو) هي قرية تقع في إيران في قسم کاني سور الريفي. يقدر عدد سكانها بـ 194 نسمة بحسب إحصاء 2016.